# Zamarte (jezioro)
Zamarte – jezioro w woj. kujawsko-pomorskim, w powiecie sępoleńskim, w gminie Kamień Krajeński.

## Dane morfometryczne
Powierzchnia zwierciadła wody wynosi 53,5 lub 53, 3 ha.
Zwierciadło wody położone jest na wysokości 139 m n.p.m.. Głębokość maksymalna jeziora wynosi 10,4 m.
Na podstawie badań przeprowadzonych w 1992 i 2006 roku wody jeziora zaliczono do III klasy czystości.

## Hydronimia
Według urzędowego spisu opracowanego przez Komisję Nazw Miejscowości i Obiektów Fizjograficznych (KNMiOF) nazwa tego jeziora to Zamarte.